# Вспашка

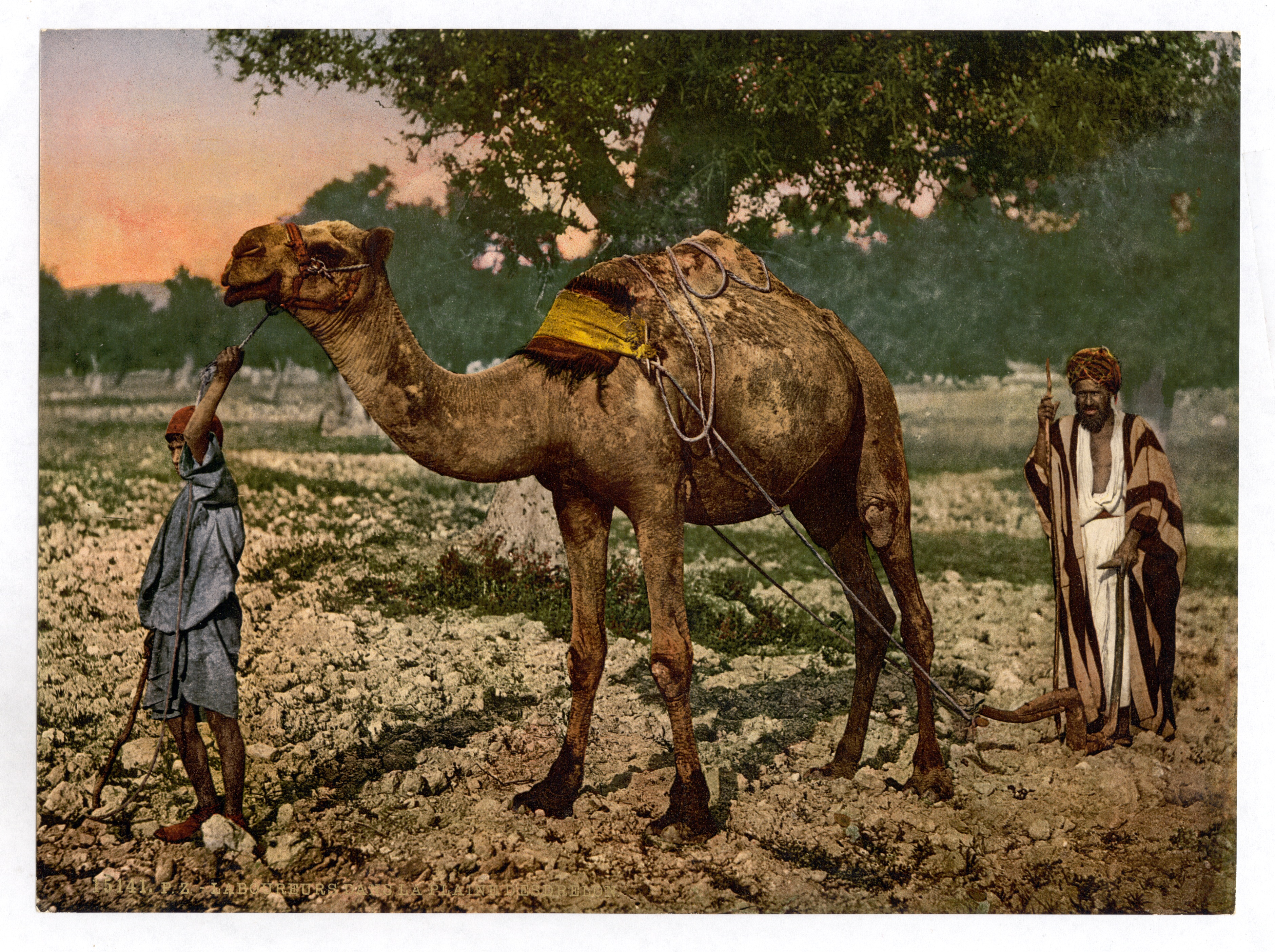
Вспашка при помощи одногорбого верблюда. Палестина, конец XIX века

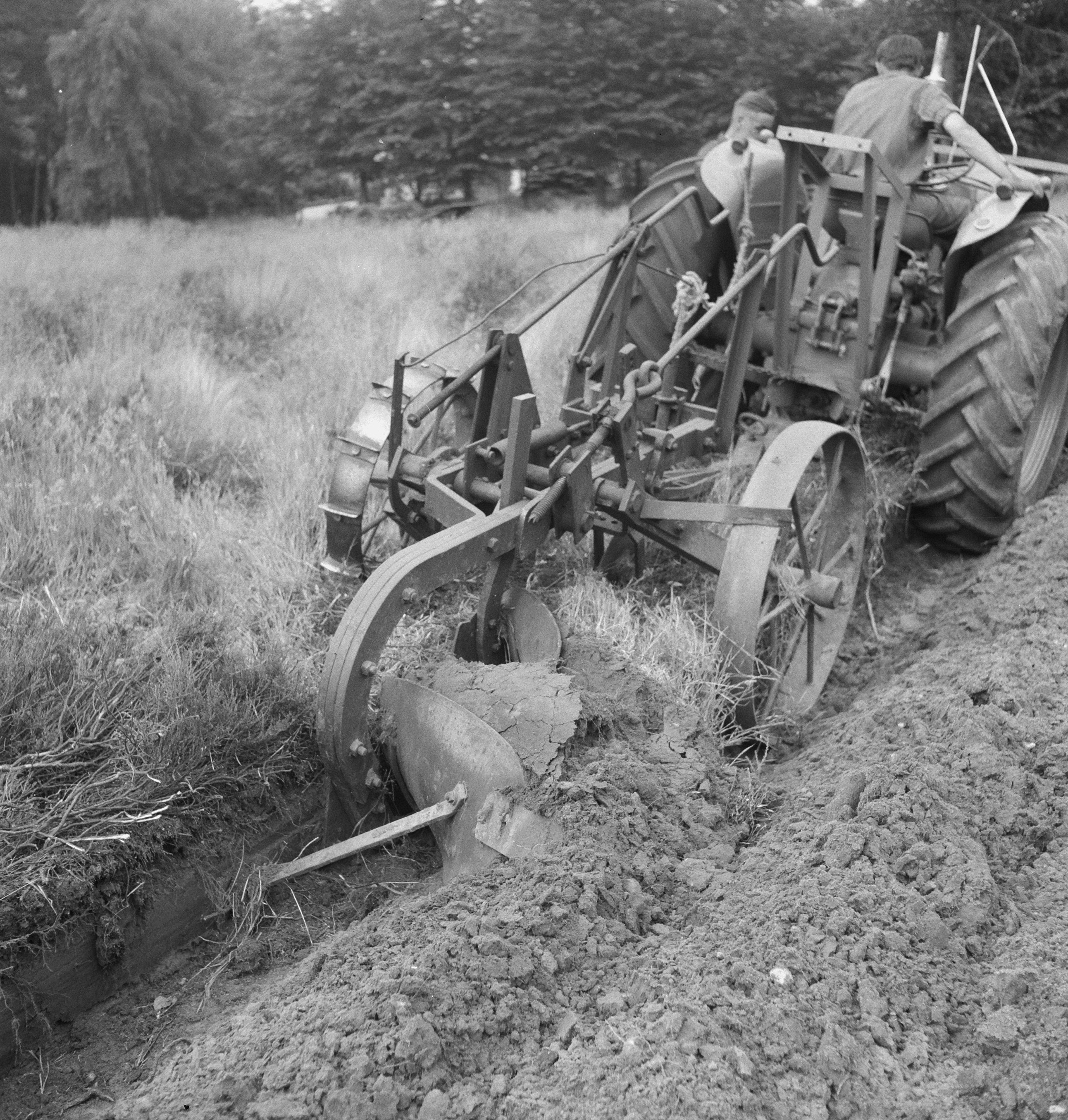
Срезание и переворачивание пласта земли на примере однокорпусного плуга с предплужником

Вспа́шка (па́хота или па́хотные рабо́ты) — совокупность работ на начальной стадии земледелия. 
Пахота (вспашка) включает в себя рыхление почвы пахотным орудием, как правило отвальным плугом, ранее и другими пахотными орудиями (рало, соха, косуля, сабан, буккер). Пахота проводится при отвальной системе обработки почвы.

## Вспашка плугом
При вспашке производится оборачивание пахотного слоя, крошение и перемешивание почвы. Различают виды вспашки:
- оборот пласта (пласт переворачивается на 180°; самый древний способ);
- взмёт (пласт переворачивается на 135°);
- культурная вспашка (с использованием предплужника).

Вспашка на глубину 20 сантиметров считается нормальной, иначе — глубокой или мелкой. Глубину и направление вспашки выбирает агроном, исходя из потребностей возделываемого растения, засорённости почвы сорняками, наличия вредителей и болезней, из потребности снегозадержания, накопления талых вод и защиты от ветровой эрозии. Вспашка с почвоуглубителем и чередование глубины в условиях севооборота исключает образование уплотнённого слоя — плужной подошвы — в подпахотном горизонте почвы. Альтернативой вспашке в ряде случаев является безотвальная обработка почвы.

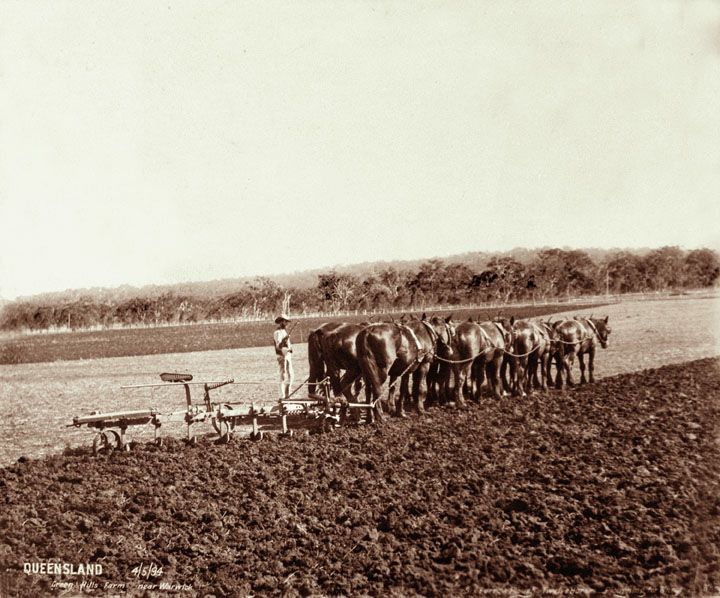
Вспашка 6-корпусным плугом запряжённым 12 лошадьми. Австралия, конец XIX века
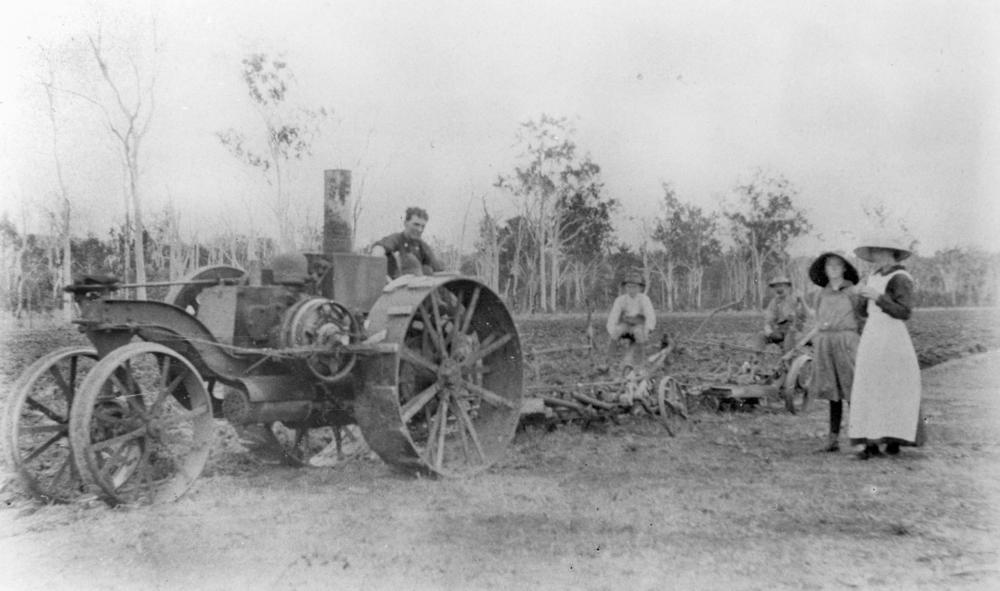
Плуг агрегатированный с паровым трактором. Австралия, начало XX века
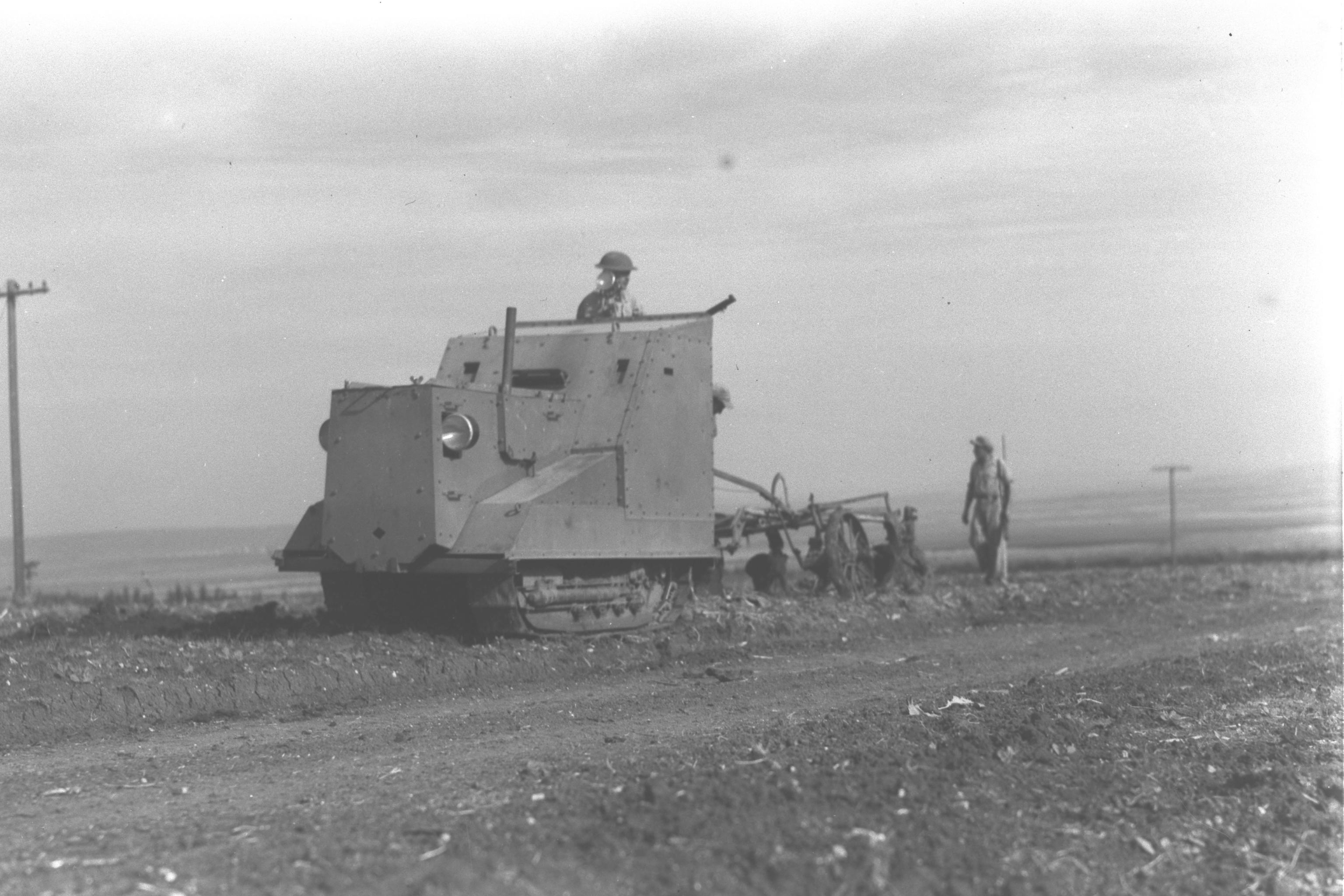
Вспашка гусеничным бронетрактором. Палестина, годы Арабского восстания
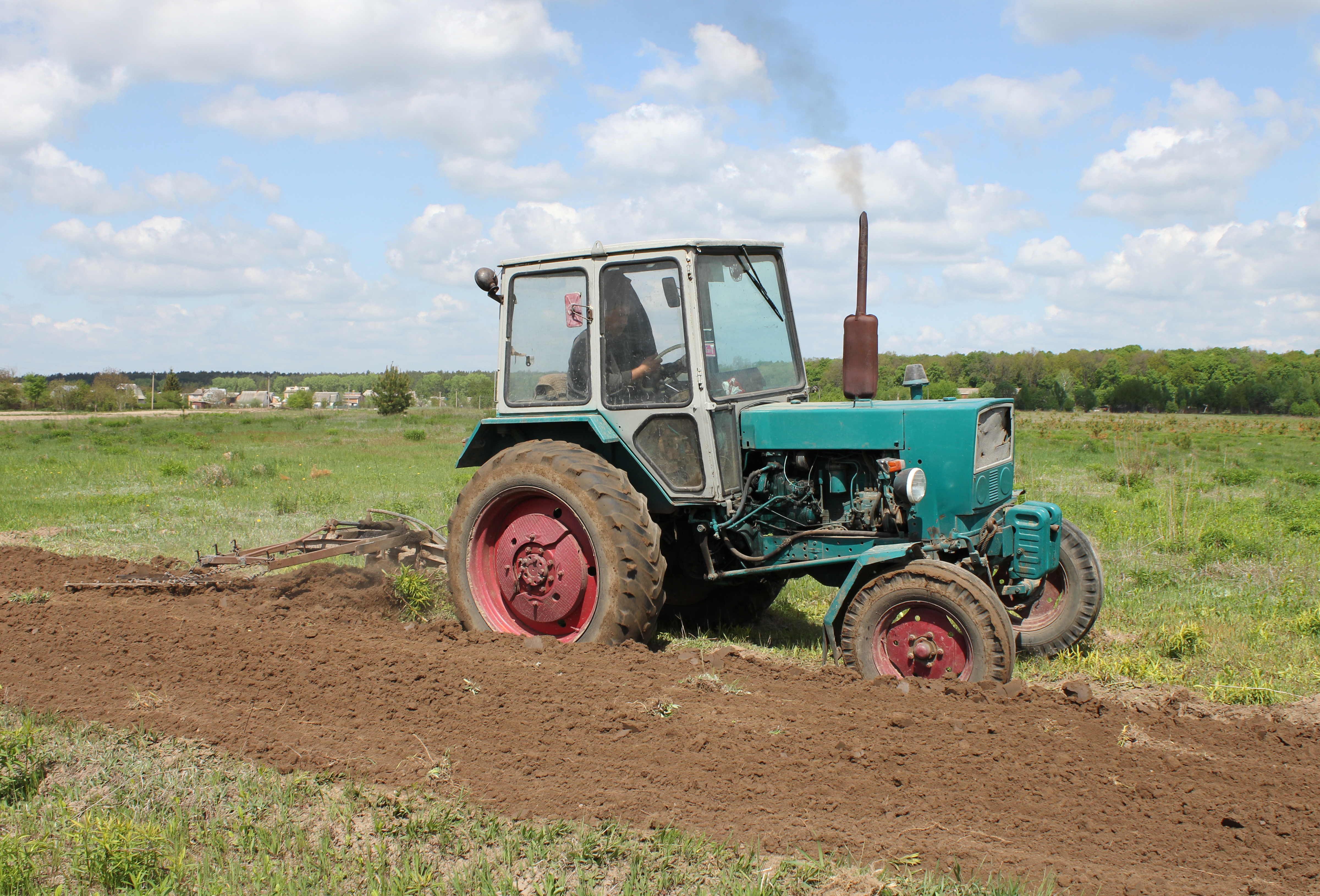
Вспашка колёсным трактором ЮМЗ-6КЛ с плугом и бороной. Украина, XXI век
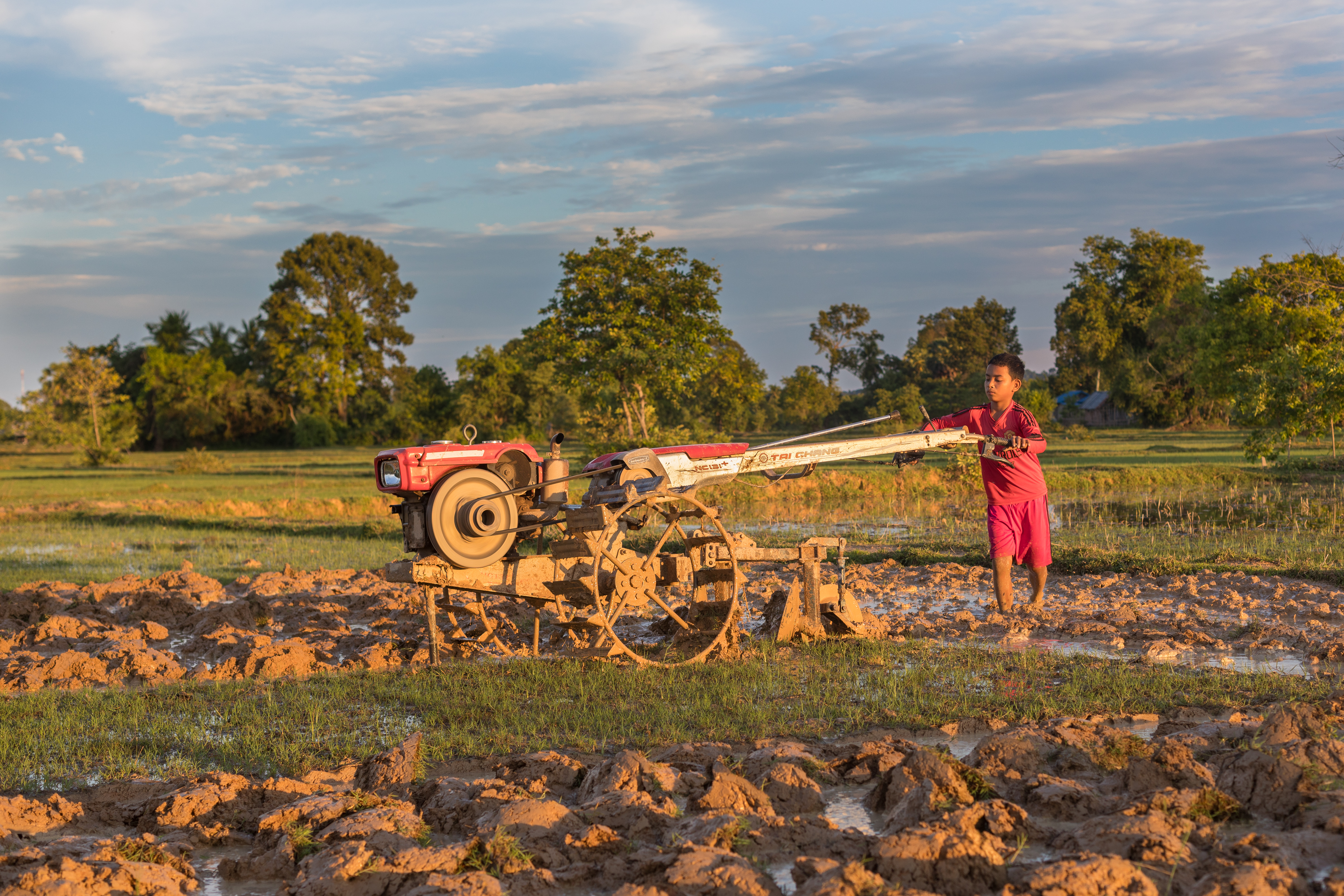
Вспашка рисового поля. Лаос, XXI век

Подобная обработка почвы при помощи ручных инструментов (лопата, мотыга) называется вскопка, перекопка.
Разновидностью глубокой вспашки является плантаж.

## Эрозия почвы
Одним из негативных последствий вспашки является эрозия почвы. Под действием воды и ветра земля перемещается, и использование плуга способствует этому процессу. В результате неконтролируемого использования сельскохозяйственных процедур на США в 1930-е годы обрушилась волна пыльных бурь.
Для снижения эрозирования почвы вспашка обычно осуществляется в поперечном склону направлении, также проводится обвалование.